# 第二次木津川口の戦い
第二次木津川口の戦い（だいにじきづがわぐちのたたかい）は、天正６年（1578年）11月6日に毛利水軍と九鬼水軍との間で起こった海戦である。織田信長と本願寺顕如との間で争われた石山合戦における戦の一つであり、その大局にも影響を与えたとされる。

## 戦闘までの経緯
天正4年、第一次木津川口の戦いで大敗した織田信長は、九鬼嘉隆の進言をいれ、鉄の装甲を備えた大安宅船の建造を命じた。天正6年6月頃､九鬼嘉隆は数多の大鉄砲と大砲3基を備えた大安宅六艘を伊勢湾で建造し、滝川一益も一艘の大船を建立している。6月10日、織田信長は堺の年貢を立用して九鬼水軍が兵糧に事欠かないよう配慮するよう松井友閑等に指示している（宮部文書）。そして九鬼水軍は伊勢湾から大坂表へ向けて回航し、6月26日には熊野浦に進む。そこで雑賀衆と交戦するも、九鬼水軍の大鉄砲による斉射により雑賀衆は寄り付かなくなった。7月17日には堺港に寄港して多くの見物人を驚かせ、翌18日には大坂表に乗り出し本願寺の海上補給ルートを遮断する。9月30日、堺港にて新造船は信長による船揃いを受けた。その後再び大坂表に出動し海上封鎖を開始、10月12日には前哨戦ともいえる戦いが起こる。そんな中10月21日、荒木村重が謀反を起こす。
大安宅船の大きさは『多聞院日記』の天正6年（1578年）7月20日条に「横へ七間、堅へ十二、三間もこれ在り」とあることから、長さ十二、三間の幅七間（一間は約1.8メートル）であったと考えられているが、これでは幅に比べて長さが短かすぎる。これに対して、『信長公記』の伝本のうち尊経閣文庫所蔵の一本（外題『安土日記』、江戸時代の写本）では、九鬼嘉隆が建造した六艘について、巻十一に「長さ十八間、横六間」と記載されていることから長さ十二、三間の幅七間という寸法は、長さ十八間､幅六間に訂正する必要があるのではないかと指摘されている。

## 戦闘
天正6年11月6日、先の前哨戦に起因したのか或いは荒木村重の謀反に呼応したのか、毛利・村上水軍の船約600隻の軍勢が木津川河口を襲撃。これに対して九鬼嘉隆率いる大安宅船6隻の九鬼水軍が応戦し午前8時前後から正午にかけての海戦となった。始めのうちは九鬼水軍が囲まれ戦況は毛利・村上水軍が押しているかのように思われたが、九鬼嘉隆は敵船を近くまで引き寄せ大安宅船6隻に備えた数多の大鉄砲・大砲をもって敵旗艦に斉射をしかけた。それ以後、毛利・村上水軍は九鬼水軍に接近できなくなり、敗走した。『信長公記』の本項最後は「見物の者共九鬼右馬允手柄成と感せぬㇵなかりけり」と結んでいる。
上記のように『信長公記』は織田水軍の圧勝を伝えているが、毛利方の一次資料（毛利家文書）によれば毛利水軍は木津浦に着岸しており、下間頼廉と協議した上で織田方から寝返った荒木村重も加えて持久戦の体勢を整えたとある。織田方にとって第一次木津川口の戦いのような一方的に蹂躙された敗戦に比べれば「勝利」と呼べる形にはなったものの、信長公記でも具体的な戦果には触れておらず、以後も本願寺方から毛利方へ送られた兵糧搬入に対する謝辞の書状なども残っている事や、木津に毛利方水軍の拠点を作られている事、九鬼嘉隆が兵糧の欠乏に陥り堺から当座の補給を受けている事（宮部文書）がわかっている。そのことから九鬼氏が本拠からの輸送を雑賀衆や堀内氏善ら反信長勢力に妨害されている事などが窺え、本願寺への海上補給は継続し完全封鎖とはならず、毛利方の圧倒的な優勢から織田・毛利の水軍勢力の拮抗程度に収まっているという見方もある。
『九鬼御伝記』は戦い直前の雰囲気や戦術・戦況・戦果などの描写が記されている。
堺の沖二十から三十里あたりに何かが見え、嘉隆が人家の屋根に上り毛利と村上の大軍が押し寄せてきた事を確認すると、「十死ニ一生ノ合戦シ運ノ程ヲタメサン（中略）敵船少クトモ五百艘ハアルベシ、又我等ガ船は六艘ナリ、弥々無勢ト思フベカラズ、惣テ船軍ハ敵大勢程仕良キモノ也」と配下を鼓舞した。そして勝つための詳細な作戦（省略）を説明したが、堺の人々は「是非叶ヒ申スマジキ由ニテ止メ申ス」と無謀な戦いをしないよう忠告した。しかし嘉隆はその忠告には耳を傾けずに海戦に向かった。以下、原文

## 結果
この戦いの戦略的な意味が兵糧攻めにあった事は『信長公記』第9巻7月15日（本願寺が第一次木津川口の戦いで得た戦果）や第11巻7月17日の記述を見て十分に理解できる他、『パードレ・オルガンチノの都より發したる書翰』と『多聞院日記』・『志摩軍記』の中からそれぞれ下記の通り汲み取る事が出来る。
本願寺への補給が途絶えるのはこの一戦が決め手となったわけではないとの見方もある。理由としては、翌年に起きた宇喜多直家の織田方への寝返りや別所長治・荒木村重ら反信長勢力の駆逐などにより毛利領から大阪湾へ続く陸路が制圧されていった結果、水軍衆の輸送業務が容易ではなくなり多大な負担となった事や、本拠から孤立しかねない状況になったことで淡路島に在陣していた児玉就英が無断撤退した事がなどが挙げられる。
天正8年4月、本願寺顕如はこの戦役の17ヶ月後に和睦の意思を固め石山御坊を退去する。その後も新門跡となった本願寺教如は継戦を望む門徒を率いて抵抗を続けたが、荒木村重の花隈城の落城など八方ふさがりの戦況を受けて同年中に降伏する。